# Walter Magnus Runeberg

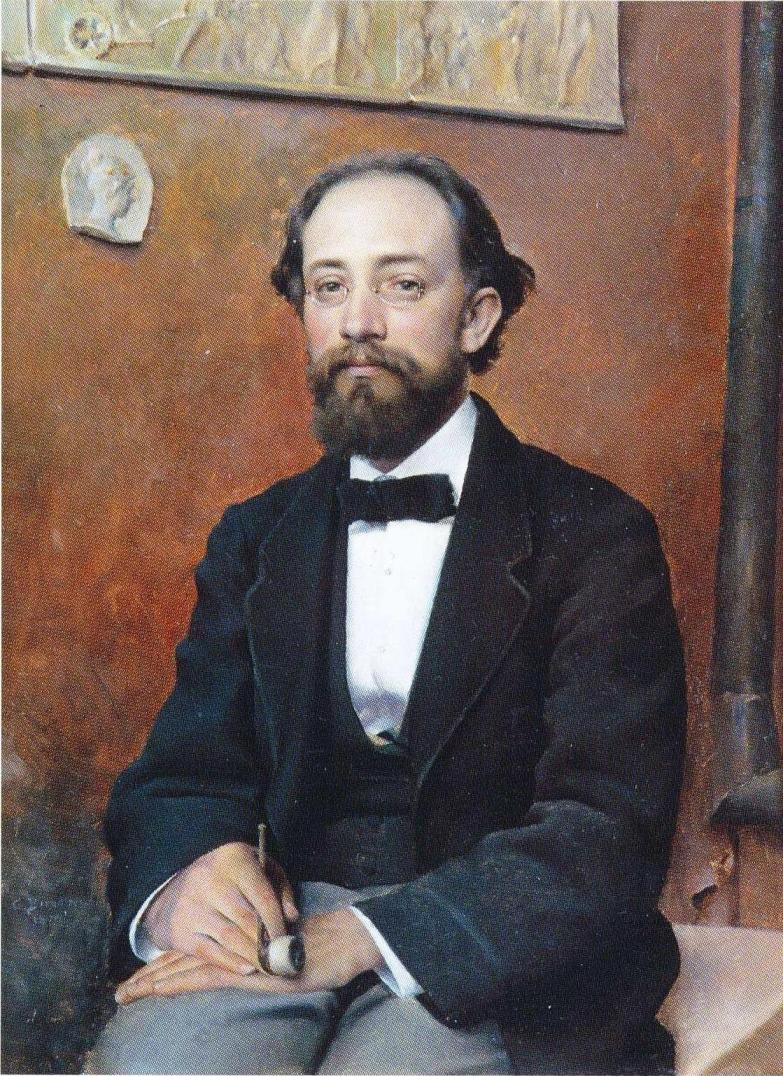
Walter Magnus Runeberg

Walter Magnus Runeberg (* 29. Dezember 1838 in Porvoo; † 23. Dezember 1920 in Helsinki) war ein finnischer Bildhauer.

## Leben
Runeberg war der Sohn des finnischen Nationaldichters Johan Ludvig Runeberg. Nach Beendigung seiner Schulzeit begann Runeberg an der Kunstakademie von Helsinki Kunst mit dem Schwerpunkt Bildhauerei studieren. Im Anschluss daran wurde er der Schüler des Bildhauers Carl Eneas Sjöstrand. Gefördert durch seinen Lehrer ging Runeberg 1858 für drei Jahre nach Kopenhagen an die Königlich Dänische Kunstakademie und wurde Schüler von Herman Wilhelm Bissen. Seine Arbeiten aus dieser Zeit zeigen ganz deutlich Runebergs Vorbild Bertel Thorvaldsen.
1861 unternahm Runeberg eine Studienreise nach Rom, wo er nach eigenen Aussagen „... von den antiken Künstlern lernte und sich von den Zeitgenossen inspirieren ließ“. Anlässlich einer Ausstellung in Rom sorgte ein von ihm modellierter Silen für Aufsehen.
1864 kehrte Runeberg nach Finnland zurück und ließ sich als freischaffender Künstler nieder. Die wichtigste Arbeit aus dieser Zeit ist Ilmarinen schmiedet den Mond, an deren Modell er nahezu drei Jahre arbeitete. Bevor Runeberg dieses Werk in Marmor schuf, reiste er erneut nach Rom, um sich persönlich um den gewünschten Stein zu besorgen. In Rom gründete Runeberg eine Werkstatt, aus der mehrere wichtige Werke kamen; Apollo und Marsyas, Amor und Psyche und weitere Darstellungen aus dem Mythos der Psyche.
1877 verlegte Runeberg seine Werkstatt nach Paris, wo er dann jahrelang lebte und wirkte.
Runeberg beteiligte sich 1884 wie auch Johannes Takanen, Carl Eneas Sjöstrand, Robert Stigell und Ville Vallgren an dem Bauwettbewerb für ein Denkmal Alexanders II. in Helsinki. Die Jury vergab den 1. Preis an Takanen und den 2. Preis an Runeberg mit der Maßgabe, dass Takanen und Runeberg das Denkmal gemeinsam gestalteten. Runeberg führte nun nach dem frühen Tod Takanens 1885 das Projekt durch und schuf die verschiedenen Skulpturen, während die Statue Alexanders II. nach Takanens Modell in Frankreich gegossen wurde. An der großen Einweihungsfeier im April 1894 auf dem Senatsplatz nahmen 30.000 Menschen teil. Nach der Februarrevolution 1917, gab es Versuche aufständischer Soldaten und Zivilisten, das Denkmal zu zerstören, worauf das Denkmal unter Schutz gestellt wurde.
Im Alter von 82 Jahren starb Runeberg am 23. Dezember 1920 in Helsinki.

## Werke (Auswahl)
- Ilmarinen schmiedet den Mond
- Apollon und Marsyas
- Der schlafende Amor und Psyche, von Zephyren getragen
- Alexander-II.-Denkmal (Helsinki)